# Тинаму чорноголовий
Тинаму чорноголовий (Nothocercus nigrocapillus) — вид птахів родини тинамових (Tinamidae).

## Поширення
Вид поширений в Андах Болівії та Перу. Мешкає у гірських вологих лісах на висоті від 1550 до 3000 м над рівнем моря.

## Спосіб життя
Трапляється поодинці, або невеликими сімейними групами до п'яти птахів. Харчується переважно плодами, які збирає на землі та в низьких кущах. Він також харчується дрібними безхребетними, квітковими бруньками, молодим листям, насінням та корінням. Гніздо облаштовує на землі серед густої рослинності. Самець висиджує яйця, які можуть бути від декількох самок. Кладка може складатися з 4-12 яєць. Після вилуплення самець також піклується про пташенят.

## Підвиди
- N. n. cadwaladeri (Carriker, 1933) — в Андах на північному заході Перу.
- N. n. nigrocapillus (G. R. Gray, 1867) — в Андах у центральній частині Перу та Болівії.